# Jukka Nevalainen
Jukka "Julius" Antero Nevalainen (Finland, 21 april 1978) was de drummer van de Finse symfonische metal band Nightwish. 
Nevalainen bracht zijn jeugd door in Kitee, Finland. Zijn drumcarrière begon op zijn elfde toen zijn muziekleraar hem vertelde over een nieuw muziekproject op school en hij dacht dat Jukka er goed in zou passen als drummer. Hij oefende thuis omdat hij geen geschikte plek had om te oefenen. Zijn eerste band heette "The Highway" maar hij sloot zich aan bij zijn eerste ware band toen hij 15-16 jaar oud was. De band had een plaats om te oefenen maar kon dit slechts een aantal keren per week doen. Nadat hij deze band had verlaten sloot hij zich aan bij Emppu Vuorinen en kregen zij een permanente oefenplaats.
Toen Jukka zeventien jaar oud was, had de toetsenist en songwriter Tuomas Holopainen al contact opgenomen met Jukka's vriend, Emppu. Tuomas wilde een project starten met een akoestische sfeer en had een drummer nodig. Emppu stelde Jukka voor aan Tuomas. Tuomas en Emppu hadden ook al contact opgenomen met zangeres Tarja Turunen. De band koos de naam Nightwish en verving de akoestische sfeer met symphonische metal.
Na de eerste paar jaren met de band kreeg Jukka zijn eerste professionele drumstel. Deze drumkit gebruikte hij in het album Wishmaster tot aan het einde van de Once wereldtour in 2005.
Vanwege slaapproblemen (insomnia) besloot Jukka in 2014 tijdelijk te stoppen als drummer van de band, zijn goede vriend Kai Hahto verving hem. Juli 2019 werd bekend dat Jukka heeft besloten niet meer terug te keren als drummer en Kai is vanaf dat moment de vaste drummer. Wel zal Jukka achter de schermen betrokken blijven bij de band.
- International Standard Name Identifier: 0000 0003 7190 2290
- MusicBrainz: 9a0696d6-d4cd-4d00-9d70-61a79aceb3ff
- Nationale Bibliotheek van Tsjechië: xx0095333
- Virtual International Authority File: 88575899